# The Beach Boys
The Beach Boys là ban nhạc rock người Mỹ thành lập năm 1961 tại Hawthorne, California. Ban nhạc được thành lập bởi 3 anh em nhà Wilson (Carl, Brian và Dennis), người anh họ Mike Love và người bạn thân với họ, Al Jardine. Brian Wilson là thủ lĩnh, sáng tác, hòa âm và sản xuất cho cả ban nhạc ngay từ những album và đĩa đơn đầu tiên. Ban đầu, The Beach Boys được quản lý bởi Murry, cha của gia đình Wilson.
Sau khi ký hợp đồng thu âm với Capitol Records vào giữa năm 1962, các chàng trai nhà Wilson đã viết tới hơn 20 ca khúc hit, trong đó có "Surfin' Safari", "Surfin' USA", "Surfer Girl", "Little Deuce Coupe", "Be True to Your School", "In My Room", "Fun, Fun, Fun", "I Get Around", "Dance Dance Dance", "Help Me Rhonda" và "California Girls". Các ca khúc biến ban nhạc trở thành hiện tượng lúc bấy giờ và giúp họ nhanh chóng nổi tiếng. Vượt qua biên giới California, họ nhanh chóng chiếm được cảm tình của cả nước Mỹ bằng các tour diễn. Tới giữa những năm 60, The Beach Boys được định hình dưới định hướng hoàn toàn của Brian Wilson. Năm 1966, Brian thực hiện album huyền thoại Pet Sounds (đứng thứ 2 trong danh sách "500 album vĩ đại nhất" của tạp chí Rolling Stone), cùng với đó là sáng tác nổi tiếng "Good Vibrations" (đứng thứ 6 trong danh sách "500 bài hát vĩ đại nhất" cùng của tạp chí trên) đưa ban nhạc vào hàng ngũ những nghệ sĩ xuất sắc nhất của lịch sử âm nhạc.
The Beach Boys thường được gọi là "ban nhạc của nước Mỹ". Allmusic gọi The Beach Boys là "Ban nhạc rock hoàn thiện nhất, ban nhạc đầu tiên của nước Mỹ, và cũng là ban nhạc xuất sắc nhất." Tờ Rolling Stone xếp The Beach Boys ở vị trí 12 trong danh sách "100 Nghệ sĩ vĩ đại nhất" vào năm 2004, vị trí cao nhất cho một ban nhạc rock từ Mỹ. Theo một số liệu không chính thức, ban nhạc đã bán được hơn 100 triệu đĩa kể từ năm 1961. Brian Wilson, Carl Wilson, Dennis Wilson, Mike Love, và Al Jardine đều được vinh danh ở Đại sảnh Danh vọng Rock and Roll vào năm 1988.